# Konstrukcja Wulffa

Konstrukcja Wulfa: powierzchnia entalpii swobodnej γ na czerwono; normalne do linij z początku układu do γ na ciemnoniebiesko; wewnętrzna obwiednia to wynikowy kształt Wulffa (na niebiesko)

Konstrukcja Wullfa – metoda pozwalająca na wyznaczenie równowagowego kształtu kropli bądź ciała krystalicznego. Na podstawie warunku minimalizacji energii powierzchniowej można pokazać, że pewne płaszczyzny krystalograficzne tworzące powierzchnię kryształu są bardziej preferowane od innych. 
Metoda ta opiera się na pracach Gieorgija Wulfa.